# Гидроксиэтилрутозид
Гидроксиэтилрутозид — полусинтетические флавоноиды, гидроксиэтиловые производные рутина.
Активное вещество в лекарственных препаратах «Венорутон», «Троксевазин».

## Фармакологическое действие
Фармакологическое действие — ангиопротективное, уменьшает проницаемость капилляров, оказывает противоотёчное действие.